# Палицын, Михаил Яковлевич
Михаил Яковлевич Палицын (1795—1828) — российский военный; участник Наполеоновских войн; генерал-майор.

## Биография
Родился в 1795 году. Из дворян Ярославской губернии. Воспитывался во 2-м кадетском корпусе, в который поступил 2 января 1802 года.
Окончив там курс в 1806 году, был зачислен подпоручиком в 4-ю артиллерийскую бригаду, и в том же году переведён в лейб-гвардии Финляндский полк, в коем и находился до 1823 года, когда был произведен в генерал-майоры, с назначением командиром 3-й бригады 1-й гренадерской дивизии, а потом 1-й бригады 5-й пехотной дивизии.
Принимал участие в войне 1807 года против французов в пределах Пруссии и в сражениях при Гуттштадте, Гейльсберге и Фридланде, где был ранен пулей навылет в локоть правой руки. В Отечественную войну 1812 года участвовал в сражениях при Бородине, Тарутине, Малоярославце, Княжем и Красном. В 1813 году принимал участие в боях при Люцене, Бауцене, Кульме и Лейпциге, когда ранен был пулей в правую же руку, а по выздоровлении находился в 1814 году при взятии Парижа.
Все ордена и чины получил за военные подвиги; имел золотую шпагу за храбрость и прочее.
Масон, член петербургской ложи «Соединённые друзья».
В 1826 г. служил в Отдельном корпусе военных поселений.
Умер в 1828 году.